# Le Pornographe
Le Pornographe é um filme de drama franco-canadense de  2001 escrito e dirigido por Bertrand Bonello , que coescreveu a partitura da música com Laurie Markovitch. O filme apresenta várias cenas sexuais explícitas com vários atores pornográficos, incluindo Ovidie e Titof. Ganhou o Prêmio FIPRESCI (International Critics Week) em Festival de Cannes de 2001 e foi indicado para o Festival Internacional de Cinema de Estocolmo para o Cavalo de Bronze.

## Sinopse
Jacques Laurent é um ex-diretor de filmes pornograficos, ativo nos anos setenta. Devido a dificuldades financeiras, ele sai da aposentadoria e retoma a sua carreira no pornô, apenas para descobrir que a indústria mudou.

## Elenco
- Jean-Pierre Léaud , como Jacques Laurent
- Jérémie Renier , como Joseph
- Dominique Blanc como Jeanne
- Catherine Mouchet como Olivia Rochet
- Thibault de Montalembert como Richard
- André Marcon como Louis
- Alice Houri como Monika
- Ovidie como Jenny
- Titof como Franck
- Laurent Lucas como Carles